# 魏名大
魏名大（？—？），號蓮岳，山西武鄉縣人，明末清初政治人物，同进士出身。

## 生平
崇禎十二年（1639年）己卯科山西鄉試舉人，崇禎十三年（1640年）聯捷庚辰科進士，与叔魏令望同榜。歷任陝西寶雞縣知縣、三原縣知縣。
明亡仕清，擔任昌邑縣知縣。